# Izidor Završnik
Izidor Završnik, slovenski duhovnik, mučenec * 4. april 1917, Tabor, † 10. marec 1943, Maribor.

## Življenje
Rodil se je očetu krojaču in cerkovniku, v Mariboru je obiskoval gimnazijo, v tem času je že pesnil, dramatiziral Cankarjevega Šimna Sirotnika, za časopise je ilustriral Jurčičevega Jurija Kozjaka in Finžgarjev roman Pod svobodnim soncem. Med 1936 in 1941 je študiral na Visoki teološki šoli v Mariboru, tudi med tem časom se je širše udejstvoval. Ob nevarnosti vojne so bili diakoni iz mariborskega bogoslovja na cvetno nedeljo, 6. aprila 1941, predčasno posvečeni v duhovnike, zaradi operacije slepiča pa je bil Izidor posvečen 11. maja, ko je bil Maribor že pod nemško okupacijo.
6. januarja 1942 ga je na Gomilskem aretiral gestapo. Nekaj časa je preživel v zaporih, kjer so ga po pričevanjih tudi mučili. Potem so ga nenadoma izpustili s pogojem, da bo redno poročal. Lotil se je ponovne oskrbe osamljenih župnij. V zgodnji jeseni 1942 so ga zopet zaprli v celjske zapore, kjer so ga zopet mučili. Nato je bil premeščen v zapore v Mariboru. 9. marca so ga še obiskali domači, ob tem je izrazil upanje, da bo poslan v koncentracijsko taborišče. Naslednji dan, 10. marca 1943, na pepelnično sredo, so nemški vojaki v Mariboru ustrelili 25 talcev, kjer se je Izidor Završnik žrtvoval za 20-letnega talca, ki bi moral biti ustreljen.